# Queens Zoo
Queens Zoo is een dierentuin in het stadsdeel Queens van de Amerikaanse stad New York. De dierentuin werd geopend in 1968. De collectie omvat uitsluitend diersoorten van het Amerikaanse continent. 

## Geschiedenis
Queens Zoo werd in de jaren zestig van de twintigste eeuw aangelegd op het terrein van de Wereldtentoonstelling van 1964 in Flushing Meadows Corona Park. De dierentuin werd in 1968 onder de naam Flushing Meadows Zoo geopend. Van 1988 tot 1992 was de dierentuin gesloten voor renovatie en herinrichting. In 1992 werd het als Queens Zoo heropend.

## Beschrijving
Queens Zoo richt zich op diersoorten van het Amerikaanse continent en er worden ruim zeventig soorten gehouden, waaronder de araparkiet, prairiewolf, brilbeer, gaffelbok en Chacopekari. In de dierentuin vindt zich een geodetische koepel met een diameter van 53 meter, die gebruikt wordt als voor de bezoekers begaanbare volière met papegaaien, zangvogels en reigers. 

## Wildlife Conservation Society
Queens Zoo wordt beheerd door de Wildlife Conservation Society, evenals Bronx Zoo, Central Park Zoo en Prospect Park Zoo.